# MPEG-7
MPEG-7 — стандарт Международной Организацией по стандартизации/МЭС, разработанный Moving Picture Experts Group (MPEG). MPEG-7, формально называется Multimedia Content Description Interface — интерфейс описания мультимедийного содержимого, и предназначен для описания мультимедийных данных. В отличие от предыдущих MPEG-стандартов, предназначенных для кодирования, MPEG-7 стандартизирует некоторые элементы, которые должны поддерживаться как можно большим количеством приложений.